# Colliers (ort i Kanada)
Colliers är en ort i Kanada.   Den ligger i provinsen Newfoundland och Labrador, i den östra delen av landet, 1 700 km öster om huvudstaden Ottawa. Colliers ligger 9 meter över havet och antalet invånare är 722.
Terrängen runt Colliers är huvudsakligen platt, men åt nordväst är den kuperad. Havet är nära Colliers åt nordost. Närmaste större samhälle är Bay Roberts, 15,3 km norr om Colliers. 
Runt Colliers är det ganska glesbefolkat, med 47 invånare per kvadratkilometer.